# Nikolay Pimenov
Pour les articles homonymes, voir Pimenov.
Nikolay Pimenov, né le 29 mars 1958 à Moscou, est un rameur soviétique.

## Biographie

### Palmarès

#### Aviron aux Jeux olympiques
- 1980 à Moscou,  Union soviétique
  -  Médaille d'argent en deux sans barreur[1]

#### Championnats du monde d'aviron
- 1979 à Bled,  Yougoslavie
  -  Médaille d'argent en deux sans barreur
- 1981 à Munich,  Allemagne
  -  Médaille d'or en deux sans barreur
- 1983 à Duisbourg,  Allemagne
  -  Médaille d'argent en deux sans barreur
- 1985 à Hazewinkel,  Belgique
  -  Médaille d'or en deux sans barreur
- 1986 à Nottingham,  Royaume-Uni
  -  Médaille d'or en deux sans barreur
- 1987 à Copenhague,  Danemark
  -  Médaille de bronze en deux sans barreur
- 1990 en Tasmanie,  Australie
  -  Médaille d'argent en deux sans barreur